# 21276 Feller
21276 Feller este un asteroid din centura principală de asteroizi.

## Descriere
21276 Feller este un asteroid din centura principală de asteroizi. A fost descoperit pe 8 octombrie 1996 la Prescott (Arizona) de Paul G. Comba. Asteroidul prezintă o orbită caracterizată de o semiaxă mare de 2,29 ua, o excentricitate de 0,14 și o înclinație de 4,1° în raport cu ecliptica.